# Calle de Gerona (Madrid)
La calle de Gerona es una vía pública de la ciudad española de Madrid, situada en el barrio de Sol, distrito Centro.

## Descripción
La vía discurre desde la plaza de la Provincia hasta la Plaza Mayor. Con el título recuerda a la ciudad de Gerona, por su resistencia durante la guerra de la Independencia. Aparece descrita en Las calles de Madrid (1889) de Hilario Peñasco de la Puente y Carlos Cambronero con las siguientes palabras:

Gerona. Esta calle se encuentra entre la plaza de Provincia y la de la Constitución. Se la ha conocido con los nombres de Vidrierías y Portales de Santa Cruz. En el plano de Texeira no tiene nombre; en el de Espinosa llámase sólo Portales de Sedas. Gerona es capital de la provincia de su nombre, y célebre en la guerra de la Independencia por la heroica defensa que contra los franceses hizo en 1809. El día 6 de Mayo se presentó el general Saint-Cyr á la vista de Gerona, al mando de un ejército formidable, que puso sitio á la ciudad, intimándola para que se rindiese. El gobernador contestó que recibiría á metrallazos á los franceses que se acercasen á parlamentar, y publicó un bando que decía: «Será pasado por las armas el que profiera la voz de capitular ó rendirse.» Enfermo el general Álvarez de Castro, y sin víveres ni municiones, la ciudad se vió en la precisión de rendirse el 11 de Diciembre de 1809.
(Peñasco de la Puente y Cambronero, 1889, pp. 243-244)